# Haya Ali
Pour les articles homonymes, voir Ali.
Haya Ali, née le 26 avril 2004 au Caire, est une joueuse professionnelle de squash égyptienne. Elle atteint le 52e rang mondial en avril 2024, son meilleur classement.

## Carrière
Elle participe au championnat du monde 2023-2024 mais s'incline au premier tour face à Olivia Weaver, future demi-finaliste.